# Little Dunmow
Little Dunmow est un village et une paroisse civile de l'Essex, en Angleterre.